# La Iglesia (Berdillo)
La Iglesia (en gallego y oficialmente, A Igrexa) es una aldea española situada en la parroquia de Berdillo, del municipio de Carballo, en la provincia de La Coruña, Galicia.

## Historia
La localidad figura como Iglesario en el Diccionario geográfico-estadístico-histórico de España y sus posesiones de ultramar de Pascual Madoz.

## Demografía
| Gráfica de evolución demográfica de La Iglesia entre 2000 y 2022 |
|                                                                  |
| Datos según el nomenclátor publicado por el INE.                 |